# Mantidactylus guttulatus
Espèce
Synonymes
- Rana guttulata Boulenger, 1881
- Rana pigra Mocquard, 1900

Statut de conservation UICN

 LC  : Préoccupation mineure
Mantidactylus guttulatus est une espèce d'amphibiens de la famille des Mantellidae.

## Taxinomie
Selon Franco Andreone, cette espèce est très proche et souvent confondue avec Mantidactylus grandidieri et une autre espèce non encore décrite qui se rencontre dans le Nord-Est de Madagascar.

## Répartition

Aire de répartition de Mantidactylus guttulatus.

Cette espèce est endémique de Madagascar. Elle se rencontre dans le Nord et l'Est de l'île. Toutefois, le flou qui entoure son statut taxonomique ne permet pas de valider entièrement la carte ci-contre. Elle est présente de 200 à 1 000 m d'altitude. Les spécimens observés sur l'île de Nosy Be et attribués à cette espèce appartiennent probablement à l'espèce Mantidactylus ulcerosus.

## Description

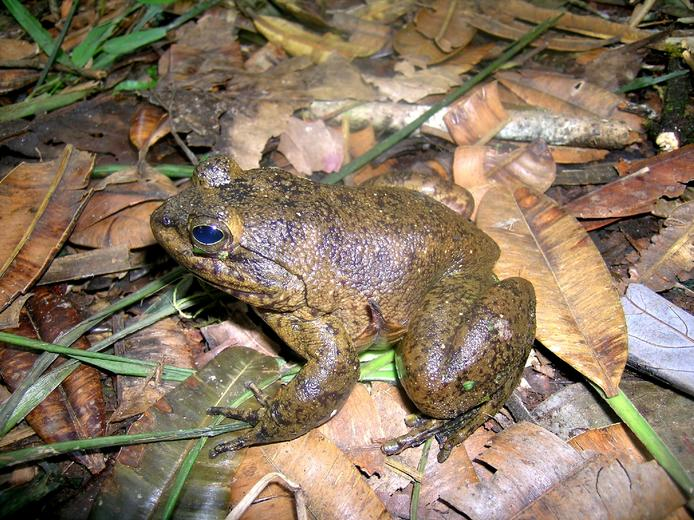
Mantidactylus guttulatus

Mantidactylus guttulatus mesure de 100 à 120 mm. Son dos est brun foncé, soit uni, soit avec de petites taches jaunâtres. Son ventre est grisâtre parfois avec des taches sombres. Sa peau est très granuleuse sur le dos et lisse sur le ventre. Les mâles présentent des glandes fémorales circulaires d'environ 14 mm de diamètre, celles des femelles mesurant entre 3 et 6 mm.

## Publications originales
- Boulenger, 1881 : Description of a new species of frog from Madagascar. Annals and Magazine of Natural History, sér. 5, vol. 7, p. 360-361 (texte intégral).
- Mocquard, 1900 : Nouvelle contribution à la faune herpétologique de Madagascar. Bulletin de la Société Philomathique de Paris, sér. 9, vol. 2, p. 93-111 (texte intégral).